# Andrej Vervejkin
Andrej Jurjevitsj Vervejkin (ryska: Андрей Юрьевич Вервейкин), född 3 januari 1966, är en kazakisk tidigare backhoppare som tävlade för Sovjetunionen, Oberoende staters samvälde (OSS) och senare Kazakstan. Han representerade Arméns Centrala Sportklubb (CSKA) i Almaty (tidigare Alma-Ata).

## Karriär
Andrej Vervejkin debuterade internationellt i världscupen under öppningstävlingen i tysk-österrikiska backhopparveckan (som ingår i världscupen) i Schattenbergbacken i Oberstdorf i dåvarande Västtyskland 30 december 1984. Han blev nummer 80 i sin första internationella tävling. Vervejkin tävlade i världscupen från 1984 till 1995. Som bäst blev han nummer 16 i den totala världscupen, säsongen 1990/1991. I backhopparväckan var han som bäst säsongen 1989/1990 då han blev nummer 29 sammanlagt. 
Under Skid-VM 1989 i Lahtis i Finland tävlade Vervejkin för Sovjetunionen. Han blev nummer 5 i stora backen, 19,0 poäng efter segrande hemmafavoriten Jari Puikkonen och 5,5 poäng från en bronsmedalj. I normalbacken blev Vervejkin nummer åtta, 3,8 poäng från prispallen. I lagtävlingen blev han nummer fyra med det sovjetiska laget. I Skid-VM 1993 i Falun i Sverige tävlade Vervejkin för Kazakstan. Han startade i de individuella tävlingarna och blev nummer 39 i normalbacken och nummer 60 i stora backen.
I skidflygnings-VM 1990 i Vikersund i Norge tävlade vervejkin för Sovjetunionen och blev nummer 35 i en jämn tävling som vanns av västtyske Dieter Thoma, 6,9 poäng före Matti Nykänen från Finland. 
Andrej Vervejkin tävlade för OSS (Oberoende staters samvälde) under olympiska vinterspelen 1992 i Albertville i Frankrike. Han blev nummer 32 i normalbacken och nummer 29 i stora backen i Courchevel. I lagtävlingen blev han nummer 11 med OSS-laget. Under olympiska spelen 1994 i Lillehammer i Norge tävlade Vervejkin för Kazakstan. Han deltog i de individuella tävlingarna och blev nummer 24 i normalbacken och nummer 37 i stora backen. 
Vervejkin tävlade sista året i backhoppskarriären i kontinentalcupen och avslutade idrottskarriären 1996.